# Feldpostmarke
Feldpostmarken sind spezielle Briefmarken, die während eines militärischen Konfliktes oder während eines Militärmanövers von einer staatlichen Feldpost ausgegeben werden. Solche Marken sind relativ selten, da in den meisten Staaten Feldpost im Allgemeinen portofrei war. Oft waren allerdings Zusatzleistungen wie Einschreiben, Eilzustellung usw. portopflichtig, wofür Feldpostmarken verwendet wurden. Von den Feldpostmarken im engeren Sinne sind die Feldpost-Zulassungsmarken zu unterscheiden. Diese Marken wurden vom Deutschen Reich, Malta und weiteren Ländern im Zweiten Weltkrieg durch die Feldpost zur Einschränkung des Postverkehrs zwischen Front und Heimat und in umgekehrter Richtung ausgegeben. Die Soldaten erhielten monatlich eine kleine Anzahl von Marken. Zur Zulassung mussten diese Marken zusätzlich zur Frankatur auf Karten, Brief und Päckchen geklebt werden.

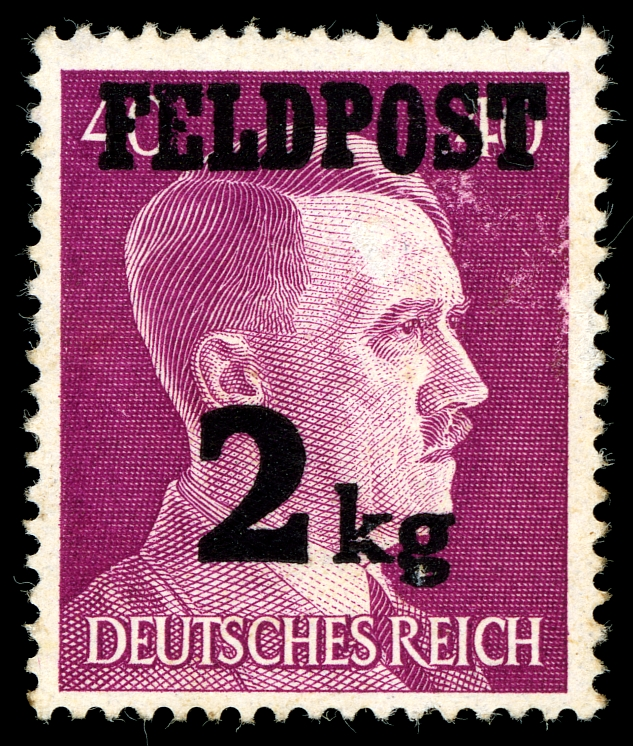
Feldpost-Zulassungsmarke für Päckchen bis 2 kg

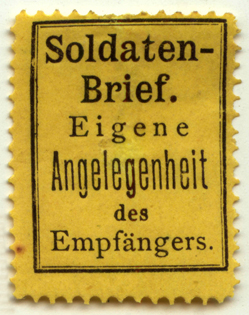
Soldatenbriefmarke

Um 1978 tauchte dann überraschend auch eine Feldpostmarke der Bundeswehr auf, die ein analoges Verfahren im Ernstfall ermöglichen sollte. Diese Marke wurde aber nie offiziell verausgabt und ihre Bestände wurden vernichtet, da die Lagerkosten zu hoch waren. Seit offizieller Einführung einer Feldpost 1982 wird diese behandelt wie normale Post, d. h., es werden die jeweils verfügbaren und gültigen Postwertzeichen genutzt.
Von den Feldpostmarken und Feldpost-Zulassungsmarken sind die sogenannten Soldatenmarken und Militärpostmarken zu unterscheiden. Soldatenmarken wurden in Friedenszeiten von der staatlichen Post an Soldaten zur Postbeförderung zu ermäßigten Tarifen abgegeben, während Militärpostmarken Briefmarken eines vom Militär eingerichteten Postdienstes für die Zivilbevölkerung sind.